# Kurt Kuschela
Kurt Kuschela (Berlino, 30 settembre 1988) è un canoista tedesco.Vincitore di campionati europei e mondiali, vincitore di numerose medaglie ai Mondiali e ai campionati nazionali.

## Palmarès

### Olimpiadi
- 1 medaglia:
  - 1 oro (Londra 2012 nel C2 1000 metri)

### Mondiali
- 2 medaglie:
  - 1 oro (Duisburg 2013 nel C4 1000 metri)
  - 1 bronzo (Szeged 2011 nel C2 500 metri)